# شهرداری‌های فنلاند
شهرداری‌ها (فنلاندی: kunta , سوئدی: kommun) سطح اداری محلی در فنلاند را نمایندگی کرده و به عنوان واحدهای اداری اساسی و خودگردان عمل می‌کند. کل کشور در شهرداری‌ها گنجانده شده‌است و از نظر قانونی، همه شهرداری‌ها برابر هستند، اگرچه شهرداری‌های خاصی شهر یا شهرک نامیده می‌شوند (فنلاندی: kaupunki ; سوئدی: stad). شهرداری‌ها حق دارند مالیات بر درآمد یکسانی را که بین ۱۶ تا ۲۲ درصد است وضع کنند و دو سوم خدمات عمومی را ارائه می‌کنند. شهرداری‌ها بسیاری از خدمات اجتماعی مانند تجهیز مدارس، مراقبت‌های بهداشتی و تأمین آب و خیابان‌های محلی را کنترل می‌کنند. در مقابل شهرداری‌ها عمدتاً قوانینی وضع نمی‌کنند که در ذات، در اختیار دولت مرکزی باشد. برای مثال آنها کنترلی برای بزرگراه‌ها ندارند و دولت مرکزی را بر فرماندهی نیروهای پلیس مسئول می‌دانند.

## دولت
شهرداری‌ها توسط یک شورای منتخب اداره می‌شوند (kunnanvaltuusto , kommunfullmäktige) که از نظر قانونی مستقل است و فقط به رای‌دهندگان پاسخ می‌دهد. اندازه شورا متناسب با جمعیت است، حداکثر ۹ نفر در سوتونگا و ۸۵ نفر در هلسینکی. بخش فرعی شورا، هیئت اجرایی شهرداری (kunnanhallitus)، شهرداری را کنترل می‌کند و بر اجرای تصمیمات شورا نظارت می‌کند. تصمیمات آن باید به تصویب شورا برسد. برخلاف کابینه‌های ملی، ترکیب آن برگرفته از ترکیب منتخبین است، نه اینکه در خط دولت یا اپوزیسیون باشند. علاوه بر این، دستور جلسه در هیئت‌های تخصصی شهرداری (lautakunta) برای جلسه شورا تهیه می‌شود که به‌عنوان مثال، منطقه‌بندی، کمک‌های اجتماعی و هیئت‌های آموزشی را شامل می‌شود. عضویت در شورا، هیئت اجرایی و هیئت مدیره شهرداری، مشاغل تمام وقت به حساب نمی‌آیند. دستمزد منتخبین به شهرداری و موقعیت بستگی دارد، اما به‌طور کلی یک عضو عادی شورا به‌طور متوسط ۷۰ یورو بر اساس هر جلسه (۲۰۱۷) حقوق می‌گیرد.
مدیران شهرداری کارمندان دولت هستند که توسط اعضای شورای شهر  انتخاب و معرفی می‌شوند. مدیر شهر هلسینکی به دلایل تاریخی «لرد شهردار» نامیده می‌شود. قبلاً هیچ شهردار در فنلاند وجود نداشت، اما پس از تغییر قانون در سال ۲۰۰۷، تامپره اولین شهری بود که شهردار انتخاب کرد. شهردار در تمام شهرداری‌های فنلاند به عنوان مدیر شهرداری و به عنوان سخنگوی شورای شهر عمل می‌کند.
اگرچه شهرداری‌ها در حوزه اختیارات پلیس یا قانونگذاری ورود نمی‌کنند، اما در مقررات محلی در مورد ترافیک قانون می‌توانند قانون وضع کنند. شهرداری‌ها اشخاص حقوقی هستند و می‌توانند در دادگاه اداری حاضر شوند. به همین ترتیب، ایالت فنلاند یک نهاد حقوقی مجزا است.
به استثنای بررسی قضایی و انطباق رسمی با قوانین اداری، شهرداری‌ها مستقل هستند و بخشی از سلسله مراتب ایالتی محلی نیستند. شهرداری‌ها در منطقه‌های فنلاند همکاری می‌کنند. سازمان‌های دولتی دارای صلاحیت‌هایی هستند که یک یا چند منطقه را در بر می‌گیرند و در زمینه‌های اشتغال، اقتصاد، حمل‌ونقل و محیط‌زیست خدمات ارائه می‌کند، در حالی که اجرای قانون و محیط زیست توسط مسئولین محلی اداره می‌شود.

## مالیات و درآمد
ساکنان مالیات شهرداری را پرداخت می‌کنند که نوعی مالیات بر درآمد است که پایه اصلی درآمد یک شهرداری (۴۲٪ از درآمد) است. مالیات شهرداری اسماً یک مالیات ثابت است که از جمعیت وسیع تری (شامل سطوح درآمد پایین‌تر) نسبت به مالیات بر درآمد تصاعدی یا مالیات پیش‌رونده ایالتی اخذ می‌شود که فقط از درآمدهای متوسط به بالا اخذ می‌شود. با این حال، در عمل، حتی مالیات شهرداری به دلیل کسرهای سخاوتمندانه ای که به پایین‌ترین سطوح درآمد اعطا می‌شود، تصاعدی است. مالیات پایه قبل از کسر از ۱۶ درصد در کاونیاینن مرفه تا ۲۰ درصد یا بیشتر در تعدادی از شهرداری‌های کوچک روستایی متغیر است. در کنار مالیات شهرداری، شهرداری‌ها از بودجه دولتی بودجه دریافت می‌کنند (۱۹ درصد درآمد). این بودجه برای سرمایه شهرداری مورد آزمایش قرار می‌گیرد و به تعادل تفاوت در درآمد مالیاتی شهرداری کمک می‌کند. علاوه بر مالیات، درآمد فروش، کارمزد و سود عملیات نیز سهم قابل توجهی از درآمد شهرداری را تشکیل می‌دهد (21%). در سال ۲۰۲۳، زمانی که شهرستان‌های خدمات رفاهی جدید تأسیس شوند، مالیات به‌طور قابل توجهی تغییر خواهد کرد. از آنجایی که این هزینه‌ها توسط ایالت تأمین می‌شود، مالیات‌های شهرداری به میزان ۱۲٫۶۴ درصد از ۲۰ تا ۷ درصد کاهش می‌یابد و مالیات‌های ایالتی نیز به ترتیب افزایش می‌یابد.
به‌علاوه، شهرداری‌ها مالیات بر دارایی را به میزان ۳٫۶ درصد از درآمد دریافت می‌کنند که نسبتاً کم است: هزینه سالانه ۰٫۳۲–۰٫۷۵ درصد ارزش فعلی خالص برای اقامتگاه‌های دائمی و ۰٫۵۰–۱٫۰۰ درصد برای املاک تفریحی مانند کلبه‌های تابستانی و همچنین توسعه نیافته‌است. این مالیات توسط مالک پرداخت می‌شود، و هرگز مستأجر مستقیماً ورودی به این مسئله ندارد. همچنین شهرداری‌ها از شرکت‌های دارای محل کسب در شهرداری ۸/۳ درصد درآمد مالیاتی را دریافت می‌کنند.

## وظایف و خدمات
فنلاند دارای یک دولت رفاه گسترده‌است و شهرداری‌ها مسئول بسیاری از خدمات به این منظور هستند. وظایف شهرداری‌ها به شرح زیر است:
- خدمات اجتماعی
  - مهد کودک
  - مراقبت از سالمندان
  - مراقبت از معلولین
  - خدمات رفاه اجتماعی
  - حفاظت از کودک
- آموزش (به آموزش در فنلاند مراجعه کنید) و فرهنگ
  - (آموزش ابتدایی، کلاس‌های ۱ تا ۹)
  - (سالن‌های بدنسازی)
  - (مدارس حرفه ای متوسطه)
  - (مدارس فنی حرفه ای)
  - (دبیرستان)
  - کتابخانه‌های عمومی
  - مراکز جوانان
  - امکانات ورزش عمومی (پیست‌های عمومی و غیره).)
- زیرساخت و کاربری زمین
  - منطقه بندی
  - حمل و نقل عمومی
  - تعمیر و نگهداری خیابان‌های محلی
  - اب
  - انرژی
  - مجموعه ضایعات
  - محیط
- توسعه اقتصادی
  - ارتقای اقتصاد محلی و اشتغال
- اجرای قانون
  - بازرسی ایمنی مواد غذایی
  - بازرسی رفاه حیوانات
  - بازرسی حفاظت از محیط زیست
  - اجرای پارکینگ
  - اجرای پرداخت‌های حمل و نقل عمومی

اگرچه شهرداری‌ها مسئول امور مالی خود هستند، اما قوانین و مقررات بسیار خاصی وجود دارد که نیاز به ارائه خدمات در حد استاندارد دارد؛ بنابراین، اگرچه شهرداری‌ها این اختیار را دارند که به‌طور داوطلبانه درآمدهای حاصل از مالیات را خرج کنند، اما موظفند ابتدا بودجه را به خدمات مقرر قانونی اختصاص دهند.
شهرداری‌ها ممکن است برخی از این خدمات را از طریق شرکت‌هایی که مالک آن‌ها هستند یا از شرکت‌های خصوصی تحت نظارت خود ارائه دهند. به عنوان مثال، اداره حمل و نقل منطقه ای هلسینکی خدمات حمل و نقل عمومی را در منطقه پایتخت ارائه می‌دهد.
از سال ۲۰۲۳، شهرستان‌های جدید خدمات رفاهی مسئولیت مراقبت‌های بهداشتی و خدمات اجتماعی را از شهرداری‌ها بر عهده خواهند گرفت.

## آمار

شهرداری‌های فنلاند بر اساس زبان (۲۰۱۶–اکنون): بژ: فنلاندی یک زبانه آبی تیره: سوئدی یک زبانه فیروزه ای: دو زبانه، زبان اکثریت فنلاندی، زبان اقلیت سوئدی آبی روشن: دو زبانه، زبان اکثریت سوئدی، زبان اقلیت فنلاندی شرابی: زبان اکثریت فنلاندی و یک یا سه زبان سامی به عنوان زبان اقلیت

از سال ۲۰۲۰، ۳۱۰ شهرداری در فنلاند وجود دارد که از این تعداد ۱۰۷ شهر یا شهرک هستند. ۱۶ شهر سوئدی تک زبانه هستند (همه در منطقه جزایر الند)، در حالی که ۳۳ شهر دو زبانه هستند: ۱۵ شهر با زبان سوئدی به عنوان زبان اکثریت (به جز چهار شهر در اوستروبوتنیا) و ۱۸ شهر با زبان فنلاندی به عنوان زبان اکثریت (به جز پنج شهر در اوسیما). چهار شهر در شمال لاپلند (اوتسیوکی، ایناری، سُدان‌کولَه و اینون‌تکیو) دارای یک یا هر سه زبان سامی هستند که به عنوان زبان‌های رسمی در فنلاند صحبت می‌شود.
شهرداری‌های فنلاند می‌توانند انتخاب کنند که کائوپونکی (شهر یا شهرک) یا کونتا (شهر کوچک یا شهرداری روستایی) نامیده شوند. اگرچه مؤسسه محیط زیست فنلاند سکونتگاه‌های شهری با بیش از ۱۵۰۰۰ نفر را به عنوان کائوپونکی طبقه‌بندی می‌کند، شهرداری‌ها می‌توانند نام خود را کاوپونکی با ساکنان کمتر بگذارند. در نورمی‌یروی، بزرگ‌ترین کونتا در فنلاند، ۴۴٬۴۳۵ نفر و در کاسکینن، کوچک‌ترین کاوپونکی، ۱٬۲۴۶ نفر ساکن هستند، بنابراین طبقه‌بندی کونتا-کائوپانکی عمدتاً به نام شهرداری مربوط می‌شود.
مناطق شهرداری‌ها متفاوت است، زیرا جمعیت معیار اولیه تشکیل شهرداری است. بزرگ‌ترین شهرداری‌ها از نظر وسعت در لاپلند یافت می‌شوند که بزرگ‌ترین آنها ایناری با ۱۷٬۳۳۳٫۷۷ کیلومتر مربع (۶٬۶۹۲٫۶۱ مایل مربع) است. کوچک‌ترین شهرداری‌ها شهرهای بسیار کوچکی هستند. کاسکینن یک شهر مستقل با مساحت تنها ۱۰٫۴۹ کیلومتر مربع (۴٫۰۵ مایل مربع) است. کاونیاینن، که در اصل یک شرکت در اسپو بود، تنها ۶٫۰۰ کیلومتر مربع (۲٫۳۲ مایل مربع) است. 

## تاریخ
شهرداری‌ها در ابتدا قصبه بودند. کلمه قدیمی برای شهرداری pitäjä به معنای «نگهبان» است. شهرداری‌ها به دهکده‌ها تقسیم می‌شدند که از املاک فردی تشکیل می‌شد. مرزهای بین املاک و در نتیجه شهرداری‌ها با توافقات شفاهی از نسلی به نسل دیگر تعریف شد. معمولاً در امتداد خطوط مستقیم بین نشانگرهای تعریف شده مانند تخته سنگ. اسناد قرون وسطایی فقط از اختلافات حقوقی مربوط به مرزها باقی مانده‌است. در قرن هجدهم، پادشاه گوستاف سوم، تقسیم بزرگ را اجرا کرد، که در آن زمین مشاع به املاک بزرگ‌تر تقسیم شدند و تمام زمین‌های بدون ادعا را به تاج و تخت واگذار کرد؛ بنابراین، هیچ زمین تعیین تکلیف نشده و خارج از صلاحیت شهرداری‌ها وجود ندارد، زیرا تمام زمین‌ها یا متعلق به یک مالک خصوصی یا دولت است. دولت سکولار بنا به راحتی خود، املاک را به واحدهای مشمول مالیات (روستاها و شهرداری‌های سکولار) تقسیم کرد که لزوماً با محله‌ها همگرایی نداشتند. علاوه بر این، شهرها به‌طور جداگانه مشمول منشور سلطنتی شدند. تا سال ۱۷۳۴، قانون در شهرها با شهرداری‌های روستایی متفاوت بود.
در سال ۱۸۶۵، شهرداری‌های مدرن به عنوان نهادهای سکولار جدا از محله‌ها تأسیس شدند. این اصلاحات از اصلاحات شهرداری سوئد در سال ۱۸۶۲ الهام گرفته شد. تا سال ۱۹۶۴، شهرها هزینه خدمات پلیس و ثبت احوال خود را تأمین می‌کردند. تا سال ۱۹۷۷ شهرداری‌ها به شهرها، شهر بازار و شهرداری‌های روستایی تقسیم شدند. مقوله شهر بازار لغو شد و این موارد به شهر تغییر نام دادند. بقیه شهرداری‌ها به عنوان «شهرداری‌های دیگر» طبقه‌بندی شدند. تمام شهرداری‌هایی که محله نامیده می‌شوند، در نهایت یا به شهرهای اصلی خود ادغام شدند یا نام خود را تغییر دادند. از سال ۱۹۹۵ به بعد فقط «شهرداری» توسط قانون به رسمیت شناخته شده‌است و هر شهرداری مجاز است خود را شهر بنامد.

## شناسایی و نشان‌های نشان نجابت

نشان وانتا با عناصر نشان نجابت خانوادگی منطقه اوسیما مانند رنگ لاجوردی و آرجنت ترکیب شده‌است.

همه شهرداری‌ها یک مرکز شهری آشکار ندارند. در واقع، شهرداری‌های روستایی اغلب از روستاهای پراکنده تشکیل شده‌اند. اگرچه روستای کلیسا مرکز تاریخی است، بزرگ‌ترین مرکز یا مرکز اداری ممکن است در روستای دیگری باشد. به عنوان مثال، آسکولا دارای یک دهکده کلیسا است، اما مرکز اداری آن در موننین‌کوله است. روستاها هیچ نقش اداری ندارند، اگرچه برخی دارای انجمن‌های داوطلبانه روستایی هستند.
۷۴۵ منطقه شهری به‌طور رسمی در فنلاند به رسمیت شناخته شده‌است که ۴۹ مورد از آنها بیش از ۱۰۰۰۰ سکنه و شش منطقه بیش از ۱۰۰۰۰۰ نفر جمعیت دارند.
هر شهرداری دارای یک نشان خاندان مشخص است. آنها در مرزهای شهرداری نصب می‌شوند و در اسناد رسمی به نمایندگی از شهرداری نشان داده می‌شوند. نشان‌های بسیاری از شهرداری‌ها در دوران مدرن طراحی شده‌است که بسیاری از آنها توسط گوستاف فون نومرز طراحی شده‌است. علاوه بر این، شهرداری‌هایی مانند وانتا از سال ۲۰۱۵ و هلسینکی از سال ۲۰۱۷ دارای نشان‌واره متمایز از نشان خود هستند.

## منطقه پایتخت
مشخصاً، منطقه پایتخت یا هلسینکی بزرگ، ترتیبات خاصی ندارد. این منطقه از چهار شهر کاملاً مستقل تشکیل شده‌است که یک شهرک پیوسته را تشکیل می‌دهند. هلسینکی بزرگ از نظر جمعیت و مساحت نسبتاً سریع رشد کرده‌است: شهرداری‌های مجاور که تنها ۵۰ سال پیش روستایی در نظر گرفته می‌شدند، به حومه شهر تبدیل شده‌اند و پیش‌بینی می‌شود که این رشد ادامه یابد. ادغام هلسینکی و بخشی از سیپو، یک شهرداری روستایی با ۴۰ درصد سوئدی زبان در مجاورت هلسینکی بزرگ، توسط دولت در سال ۲۰۰۶ بر خلاف نظر شورای شهرداری سیپو تصویب شد. این منطقه عملاً تبدیل به یک حومه جدید (و فنلاندی زبان) با چند برابر جمعیت در سیپو خواهد شد.

## ادغام و اصلاحات
در حال حاضر یک بحث سیاسی داغ در فنلاند در مورد اصلاح سیستم شهرداری وجود دارد. اساساً، تعداد زیادی از شهرداری‌های کوچک برای ارائه خدمات عمومی مضر تلقی می‌شوند که در طول سال‌های توسعه کشاورزی فنلاند به وجود آمده‌اند. در نتیجه، پیشنهاداتی مبنی بر ادغام‌های تحمیلی توسط دولت وجود داشته‌است. کمیته ای به رهبری وزیر سابق امور منطقه ای و شهری، هانس مانینن، ایجاد یک سیستم دو لایه از شهرداری‌ها با اختیارات مختلف را پیشنهاد کرد، در حالی که انجمن مقامات محلی و منطقه ای فنلاند سیستمی را ترجیح داد که در آن شهرداری‌ها واحدهایی با حداقل ۲۰۰۰۰ تا ۳۰۰۰۰ نفر باشند. رقم میانه فعلی ۴۷۰۰ است. این طرح از اصلاحات مشابهی در دانمارک الهام گرفته شده بود.
اخیراً در مورد ادغام‌های داوطلبانه بسیاری توافق شده‌است. ده ادغام در سال ۲۰۰۵، یک مورد در سال ۲۰۰۶، ۱۴ مورد در سال ۲۰۰۷ و یک مورد در سال ۲۰۰۸ به سرانجام رسید. در سال ۲۰۰۹، تعداد بیشتری نیز وجود داشت که بسیاری از آنها بیش از دو شهرداری را ادغام کردند. چندین شهر در سال ۲۰۰۹ با شهرداری‌های روستایی اطراف در همن‌لینا، سالو، کوولا، سینه‌یوکی، نانتالیلوهیا، راسه‌پوری، یووسکوله و اولو ادغام شدند. در مجموع، ۳۲ ادغام با ۹۹ شهرداری انجام شد که تعداد شهرداری‌ها را به میزان ۶۷ کاهش داد. سال ۲۰۰۹ همچنین پایان رسمی آخرین محله در فنلاند بود، شهری که توسط یک شهرداری احاطه شده بود اما نام مشترکی داشت در یووسکوله. چهار ادغام در سال ۲۰۱۰، شش ادغام در سال ۲۰۱۱، ده مورد در سال ۲۰۱۳، سه ادغام در سال ۲۰۱۵، چهار ادغام در سال ۲۰۱۶، دو مورد در سال ۲۰۱۷، یک مورد در سال ۲۰۲۰ و یک مورد در سال ۲۰۲۱ صورت گرفت. در دوره ۲۰۰۵–۲۰۲۱، تعداد شهرداری‌ها به‌طور داوطلبانه از ۴۴۴ به ۳۰۹ کاهش یافت.
در سال ۲۰۱۲، دولت کاتاینن طرح گسترده‌ای را با هدف ادغام شهرداری‌ها برای رسیدن به هدف جمعیت ۲۰۰۰۰ نفر در هر شهرداری منتشر کرد. منطقه کلان‌شهری نیز به عنوان هدف توسط یک کمیته دولتی پیشنهاد شده‌است، به طوری که شهرداری‌هایی که در آنها بیش از ۳۵ درصد از نیروی کار رفت و آمد می‌کنند، مشمول ادغام خواهند شد.

## شهرداری‌ها به تفکیک مناطق
- شهرداری‌های فنلاند مرکزی
- شهرداری‌های  جنوب غرب فنلاند
- شهرداری‌های کاینو
- شهرداری‌های کومن‌لاکسو
- شهرداری‌های لاپلند
- شهرداری‌های کارلیای شمالی
- شهرداری‌های کارلیای جنوبی
- شهرداری‌های اوستروبوتنیا
- شهرداری‌های اوستروبوتنیای مرکزی
- شهرداری‌های اوستروبوتنیای شمالی
- شهرداری‌های استروبوتنیا جنوبی
- شهرداری‌های پیرکانما
- شهرداری‌های ساتاکونتا
- شهرداری‌های ساوونیای شمالی
- شهرداری‌های ساوونیای جنوبی
- شهرداری‌های تواستیا اصلی
- شهرداری‌های پی‌ینه تاواستیا
- شهرداری‌های اوسیما
- شهرداری‌های آلند

## نقشه

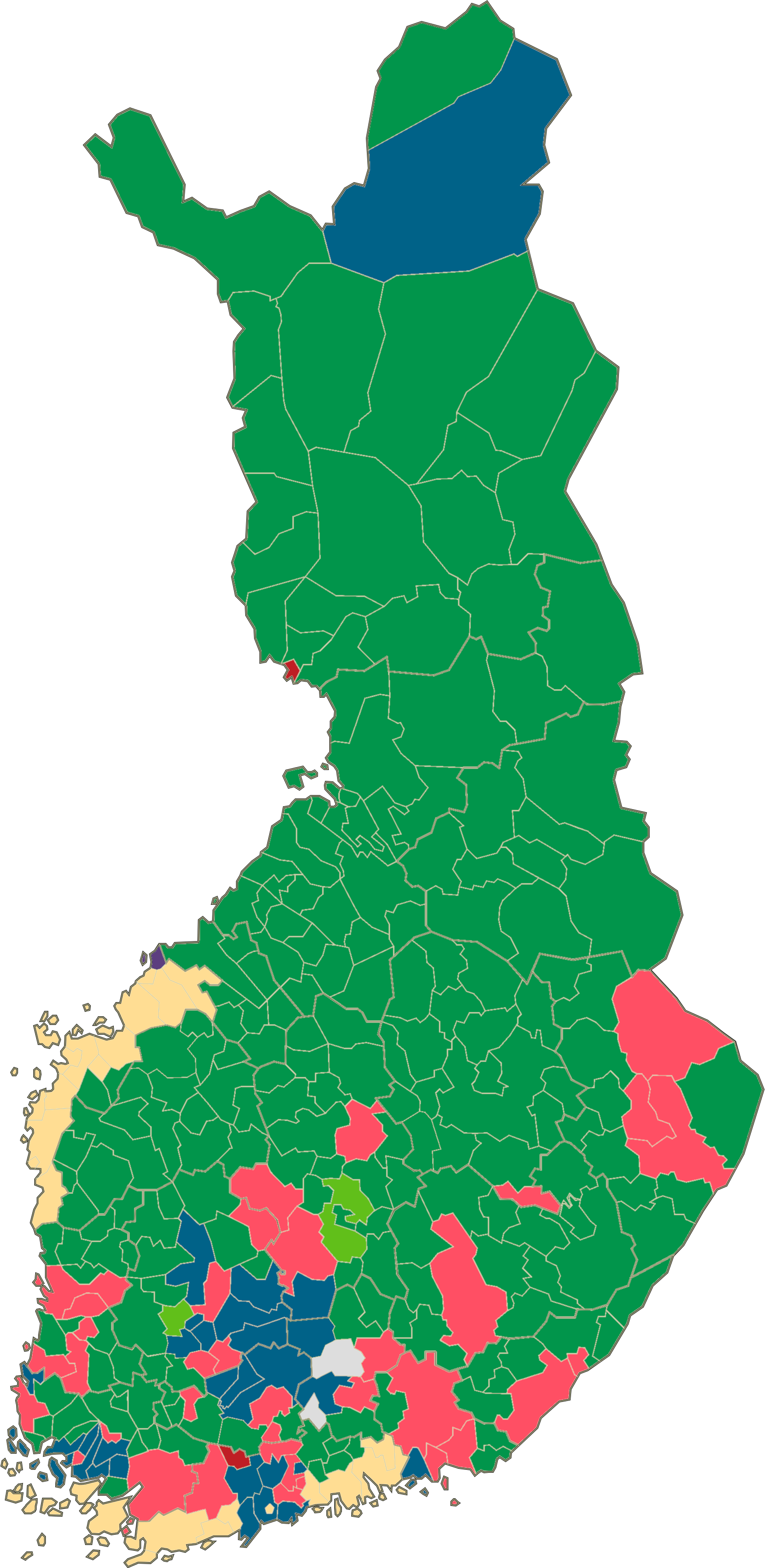
بزرگترین حزب در شهرداری‌ها پس از انتخابات شهرداری فنلاند در سال ٢٠١٧
بزرگترین حزب در شهرداری‌ها پس از انتخابات شهرداری فنلاند در سال ٢٠٢١
دومین حزب بزرگ از نظر سهم رای پس از انتخابات شهرداری فنلاند در سال ٢٠٢١

1. ↑  "IS selvitti kokouspalkkiot: Näin tienaa kuntapoliitikko – Helsinki 355 €, Luhanka ja Savukoski 25 €". 9 April 2017.
2. 1 2  "Laskelma kuntien ja kuntayhtymien menoista v PPT lataa".
3. ↑  Tony Hagerlund verkkoviestintäpäällikkö. "Diaesitykset ja perustiedot kunnista". Kunnat.net. Retrieved 2013-08-02.
4. ↑  "Alueluokkien kuvaukset". Ymparisto.fi (به فنلاندی). Finnish Environment Institute SYKE. Retrieved 9 August 2018.
5. ↑  "Area by municipality as of ۱ ژانویه ۲۰۱۱" (PDF) (به فنلاندی و سوئدی). Land Survey of Finland. Retrieved 9 March 2011.
6. ↑  Kuntaliitto. Ajankohtaiset kuntaliitokset, 2007. http://www.kunnat.net/k_peruslistasivu.asp?path=1;29;348;4827;50631
7. ↑  "Jopa 280 kunnan on käynnistettävä liitosselvitys". Turun Sanomat (به فنلاندی). TS-Group. 26 June 2012. Retrieved 16 September 2012.[پیوند مرده]